# Трессо, Пьетро
Пьетро Трессо (итал. Pietro Tresso, фр. Pierre Tresso, псевдоним Бласко, Blasco; 30 января 1893 — 27 октября 1943) — итальянский левый политический деятель, революционер, один из основателей Итальянской коммунистической партии и местной троцкистской оппозиции, участник антифашистского Сопротивления.

## Биография

### В Итальянской компартии
Во время Первой мировой войны призванного на фронт Трессо судили за распространение антивоенных документов Циммервальдской конференции. После войны он присоединился к «максималистскому» течению Джачинто Менотти Серрати, доминировавшему тогда в Итальянской социалистической партии.
В январе 1921 года был среди основателей Итальянской коммунистической партии. Из-за фашистских репрессий поначалу скрывался в Милане, затем вынужден был выехать в Берлин. В 1920-х выступал как профсоюзный активист, сотрудничал в журнале Красного интернационала профсоюзов «RGI». Некоторое время провёл в Москве, участвуя в деятельности как Профинтерна, так и Коминтерна. Поддерживал замену Амадео Бордига на Антонио Грамши в качестве руководителя ИКП.

### В троцкистском движении
Когда в большевистской партии и Коминтерне Сталин разгромил внутрипартийные оппозиции, Трессо выступил против сталинизма. Внутри ИКП происходит борьба между просталинской «линией Галло» (псевдоним Луиджи Лонго) и антисталинской «линией Бласко» (псевдоним Пьетро Трессо). 9 июня 1930 года оппозиционную промосковскому руководству Пальмиро Тольятти и Руджеро Гриеко «группу трёх» (Трессо, Альфонсо Леонетти и Паоло Раваццоли) исключают из рядов партии (часть их сторонников исключили вместе с ними, других, включая Иньяцио Силоне — вскоре после этого). Однако родившаяся «Итальянская новая оппозиция» была неоднородна: у Трессо наблюдались более отчётливые троцкистские симпатии и ориентация на Международную Левую оппозицию Троцкого, чем у Леонетти и Раваццоли.
Находясь в эмиграции во Франции, итальянские противники сталинского курса и сторонники Троцкого сотрудничают с троцкистским журналом «La Verité». В марте 1934 года Трессо удалось запустить аналогичное итальянское газета «La Verità», однако сама итальянская антисталинская оппозиция к тому моменту распалась. Сообразно тактике энтризма Трессо вступает в Итальянскую социалистическую партию.
В самой Франции он примыкает к троцкистской Международной рабочей партии. В 1938 году Трессо активно участвовал в создании Четвёртого Интернационала.

### Движение Сопротивления и гибель
После оккупации Франции нацистами, скрываясь от гестапо, бежал с оккупированной зоны в Марсель, где продолжает работу в подполье и участвует во французском Сопротивлении. Однако в итоге Трессо со своими товарищами Демазьером и Ребулем был схвачен и заключён в тюрьму Ле-Пюи-ан-Веле. 1 октября 1943 года заключённым, включая коммунистов и небольшую группу новоприбывших троцкистов, удалось организовать успешный побег. Пьетро Трессо с товарищами присоединился к отряду коммунистических партизан-маки из лагеря «Водли», действовавшем в департаменте Верхняя Луара.
Однако уже 27 октября 1943 года он погиб при странных обстоятельствах — по наиболее распространённой версии, от рук французских сталинистов. Единственным из всей группы из пяти троцкистов в живых остался лишь Альбер Демазьер, случайно отставший от своих товарищей. Остальные — Трессо, Пьер Салини, Жан Ребуль и Абраам Садек — были казнены (по некоторым сведениям, им было вынесено обвинение в том, что они якобы собирались «отравить лагерную воду», в котором «Чёрная книга коммунизма» усматривает отголоски средневековых антисемитских процессов).
Исследование 2014 года историка Роберто Греммо поставило эту версию гибели Трессо под сомнение, опираясь на свидетельство протестантского пастора Бессона. В его изложении Трессо наряду с итальянским партизаном Сальваторе Ианнелло и испанским заключённым был убит петеновской милицией в Монбюзе.